# Universo Local
El Universo Local, Universo próximo o Universo cercano, es una región esférica del Universo, que abarca desde el planeta Tierra (ubicado justo en el centro o desde el baricentro del Grupo Local, en un sentido más amplio) hasta los 1,000 millones de años luz (o 306.6 Mpc) de distancia, en cualquier dirección (a diferencia del Universo observable, que se extiende hasta una distancia mucho mayor de unos 93,000 millones de años luz de diámetro o del Universo inobservable, que es todavía aún más grande que todos los anteriores).
Siendo esta región solamente el 1.07 % del Universo observable, aunque algunos astrónomos (o fuentes) afirman que la verdadera extensión del Universo Local, cubre una zona aún mayor que llega hasta los 2,000 millones de años luz (o 613.2 Mpc de diámetro, que es igual al 2.15 % del Universo observable), pero en cualquiera de los dos casos, ambas definiciones son correctas debido a que no existe un borde físico o estructura que delimite lo que podríamos considerar Universo cercano.

Este cubo con un tamaño de 43 × 43 × 43 Mpc, muestra la evolución de la estructura del Universo Local, comenzando con un corrimiento al rojo de z = 30 hasta llegar a la época actual (z = 0).

En la actualidad solamente los objetos astronómicos que se encuentran dentro de esta esfera (de 1,000 millones de años luz) pueden ser observados con detalle, incluyendo la tasa de formación de estrellas y la evolución de las galaxias.

## Estructura
Debido a que la distribución de la materia en el Universo no es uniforme, en esta región podemos encontrar grupos y cúmulos de galaxias, dentro de supercúmulos, que a su vez se agrupan en complejos de supercúmulos, combinados con vacíos y supervacíos (que contienen muy pocas o ninguna galaxia), al igual que en el resto del Universo formando parte de una estructura aún más grande llamada la red cósmica.

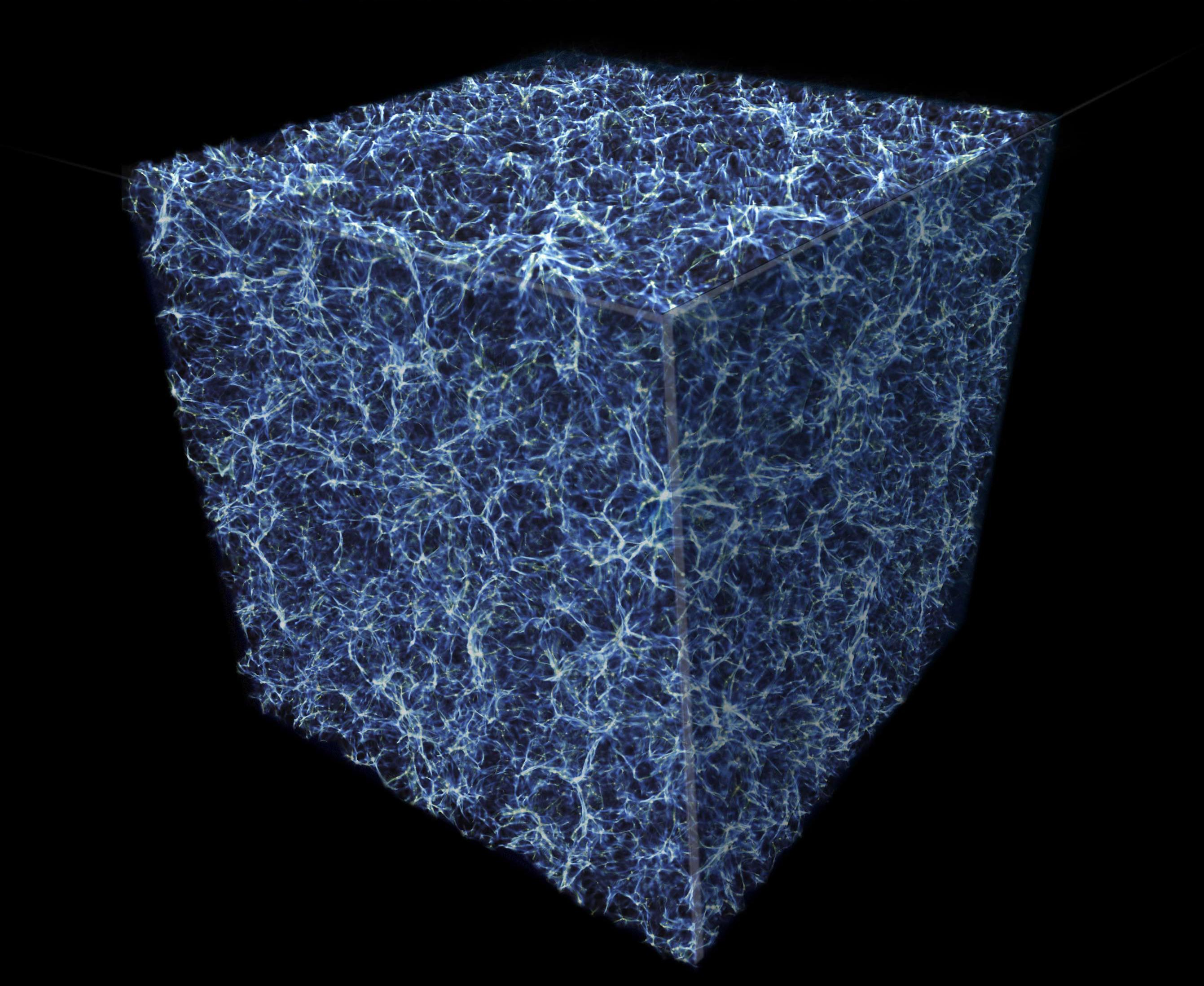
La estructura del Universo Local es tan solo una pequeña parte de la red cósmica (mostrada aquí en esta imagen cúbica con aristas de 11,500 millones de años luz o 3,525.9 Mpc).

Pero si hablamos del caso de la estructura conocida como el Complejo de Supercúmulos Piscis-Cetus (que contiene en su interior al supercúmulo de Virgo, que a su vez contiene al Grupo Local y nuestra galaxia de la Vía Láctea), está se encuentra en su totalidad dentro de esta región o esfera.
En algunos casos el Universo Local, también puede ser dividido en una serie de 8 capas, de acuerdo a la velocidad radial en la que los objetos astronómicos contenidos dentro de esta esfera se alejan (o corrimiento al rojo) de nosotros.
A continuación se muestra una lista de las capas junto a los objetos (astronómicos) más representativos de cada capa:
Capa 1 (z = 0) ubicada a 10 millones de años luz de distancia
- Grupo Local

Capa 2 (z < 0.01) ubicada a 100 millones de años luz de distancia
- Supercúmulo Virgo-Hidra-Centauro

Capa 3 (0.01 < z < 0.02) ubicada a 250 millones de años luz de distancia
- Supercúmulo Perseo-Piscis
- Supercúmulo Pavo-Indus

Capa 4 (0.02 < z < 0.03) ubicada a 400 millones de años luz de distancia
- Supercúmulo de Coma
- Supercúmulo de Ofiuco

Capa 5 (0.03 < z < 0.04) ubicada a 500 millones de años luz de distancia
- Supercúmulo de Hércules
- Supercúmulo de Columba

Capa 6 (0.04 < z < 0.05) y Capa 7 (0.05 < z < 0.06), ubicadas a 700 y a 800 millones de años luz de distancia
- Supercúmulo de Shapley
- Supercúmulo de Sculptor

Capa 8 (z > 0.06) ubicada a 900 millones de años luz de distancia
- Supercúmulo Piscis-Cetus
- Supercúmulo de Bootes
- Supercúmulo de Horologium
- Supercúmulo de Corona Borealis

## Futuro
Debido a la futura colisión de Andrómeda con la Vía Láctea y de otras posibles colisiones anteriores o posteriores a esta (con las nubes de Magallanes, la galaxia del Triángulo u otras galaxias) y a la expansión acelerada del Universo, dentro de 100 mil millones de años el Universo Local, se limitara únicamente al remanente (posiblemente una galaxia elíptica gigante) de la fusión de todas las galaxias restantes del Grupo Local y dentro de 150 mil millones de años los grupos galácticos que se encuentran en la actualidad más cerca del Grupo Local (como ser los grupos Sculptor, M81, Canes I y M83), no serán visibles ya que habrán desaparecido más allá del horizonte cosmológico, quedando eliminados del Universo observable.